# Península de Mönchgut

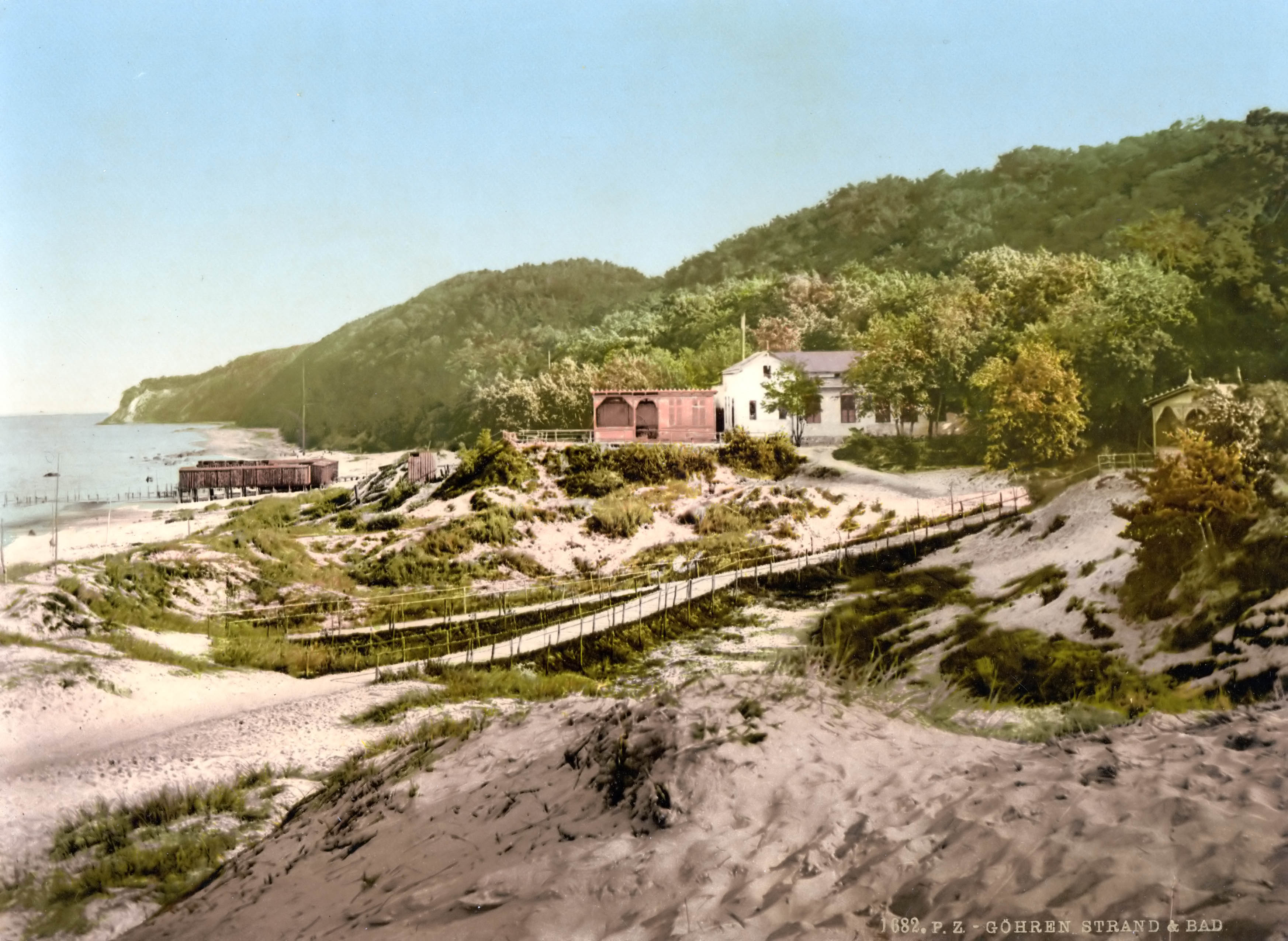
Playa en Mönchgut, alrededor de 1890 a 1900.

La península de Mönchgut es una pequeña península de 29,44 km²  de Alemania localizada en el sureste de la isla de Rügen, en aguas del mar Báltico. 
Los habitantes de Mönchgut se ganaban la vida como pescadores o navegadores de barcos, pero recientemente el turismo ha superado estos sectores tradicionales. Mönchgut es también conocido por sus magníficos trajes. Algunos ejamplares se encuentran en el museo local.